# Tüdewiin Lchamsüren
Tüdewiin Lchamsüren (mongolisch Түдэвийн Лхамсүрэн; * 20. Februar 1936) ist ein früherer mongolischer Biathlet.
Tüdewiin Lchamsüren gehörte zum 13 Sportler umfassenden Aufgebot der Mongolei, das 1964 erstmals an Olympischen Winterspielen teilnahm. Lchamsüren startete im einzigen Biathlon-Rennen der Spiele, dem Einzel und wurde 44. und lag damit direkt vor den vier Schweizer Startern und seinem auf dem letzten Platz liegenden Landsmann Tsambyn Dandsan. Mit 1:37:10,1 hatte Lchamsüren dabei die schlechteste Laufzeit, profitierte jedoch mit seinen acht Schießfehlern von zum Teil weitaus schlechteren Leistungen der nach ihm Platzierten.